# Eugen Walter (Theologe)
Eugen Walter (* 9. März 1906 in Karlsruhe; † 14. Oktober 1999 in Freiburg im Breisgau) war ein deutscher römisch-katholischer Geistlicher und Theologe.

## Leben
Nach dem Studium der Theologie in Freiburg im Breisgau und Münster und der Priesterweihe 1929 im Kloster St. Peter auf dem Schwarzwald war er Vikar in Gengenbach, Achern, St. Josef (Mannheim), St. Martin (Freiburg-Altstadt) und St. Fridolin (Zell im Wiesental). Während des Zweiten Weltkriegs geriet er in theologischer Hinsicht in Konfrontation mit seinem Ortsbischof, Erzbischof Conrad Gröber, die dazu führte, dass ihm eine akademische Karriere versagt blieb. Von 1941 bis 1948 und 1949 bis 1951 war er Pfarrverweser bzw. Pfarrer an der Pfarrkirche Unsere Liebe Frau in Lippertsreute. 1948 wurde er Studentenpfarrer in Freiburg, kehrte aber aus gesundheitlichen Gründen bald wieder nach Lippertsreute als Pfarrer zurück. 
1951 wurde er Pfarrkurat der Pfarrkuratie St. Carolus im jungen Stadtteil Waldsee von Freiburg im Breisgau, die nach dem von ihm vorangetriebenen Bau der Dreifaltigkeitskirche zur Pfarrgemeinde Heilige Dreifaltigkeit wurde. Diese im Aufbau begriffene Gemeinde wurde stark von der Verankerung Walters in der Liturgischen Bewegung geprägt und nahm teilweise Ergebnisse des Zweiten Vatikanischen Konzils vorweg. 
1969 beendete Walter seine Tätigkeit als Gemeindepfarrer und wechselte in eine Tätigkeit als Fachleiter für Erwachsenenbildung auf Bistumsebene. In diesem Jahr wurde er durch die Verleihung der Ehrendoktorwürde der Theologischen Fakultät der Albert-Ludwigs-Universität Freiburg geehrt.
Seinen Ruhestand verbrachte er ab 1981 als Seelsorger in Steinenstadt. Ab 1989 lebte er im St. Carolushaus in Freiburg, wo er 1999 im Alter von 93 Jahren starb.

## Schriften (Auswahl)
- Alle meine Quellen sind in dir. Würzburg 1962
- Der größere Advent. Freiburg im Breisgau 1978, ISBN 3-451-17973-3.
- Selig die Augen, die sehen. Was Lukas sehen lehrt. Predigten zum Lesejahr C. Stuttgart 1979, ISBN 3-921005-27-2.
- Groß und wunderbar ist dein Gericht. Freiburg im Breisgau 1980, ISBN 3-451-19133-4.
- „Und du erneuerst das Antlitz der Erde“. Die Botschaft vom Heiligen Geist. Reflektiert, meditiert, verkündigt. Stuttgart 1981, ISBN 3-921005-48-5.